# St. James (Missouri)
Saint James és una població dels Estats Units a l'estat de Missouri. Segons el cens del 2000 tenia 3.704 habitants.

## Demografia
Segons el cens del 2000, Saint James tenia 3.704 habitants, 1.504 habitatges, i 955 famílies. La densitat de població era de 512,6 habitants per km².
Dels 1.504 habitatges en un 30,7% hi vivien nens de menys de 18 anys, en un 47,7% hi vivien parelles casades, en un 12,4% dones solteres, i en un 36,5% no eren unitats familiars. En el 33,4% dels habitatges hi vivien persones soles el 18,5% de les quals corresponia a persones de 65 anys o més que vivien soles. El nombre mitjà de persones vivint en cada habitatge era de 2,32 i el nombre mitjà de persones que vivien en cada família era de 2,93.
Per edats la població es repartia de la següent manera: un 25,4% tenia menys de 18 anys, un 6,6% entre 18 i 24, un 24,4% entre 25 i 44, un 18,4% de 45 a 60 i un 25,2% 65 anys o més.
L'edat mediana era de 40 anys. Per cada 100 dones de 18 o més anys hi havia 85,2 homes.
La renda mediana per habitatge era de 24.629 $ i la renda mediana per família de 29.952 $. Els homes tenien una renda mediana de 24.962 $ mentre que les dones 20.030 $. La renda per capita de la població era de 14.509 $. Entorn del 13,6% de les famílies i el 17,2% de la població estaven per davall del llindar de pobresa.

## Poblacions més properes
El següent diagrama mostra les poblacions més properes.